# Ortega (Familienname)
Ortega ist ein Familienname aus den spanischsprachigen Gebieten.

## Namensträger

### A
- Albert Ortega (* 1998), spanischer Skirennläufer
- Alberto Ortega Martín (* 1962), spanischer Erzbischof und Diplomat des Heiligen Stuhls
- Amadeo Ortega (1905–1983), paraguayischer Fußballspieler
- Amancio Ortega (* 1936), spanischer Unternehmer
- Ambrosio Ortega (1925–2015), spanischer Maler
- Ana Teresa Ortega (* 1952), spanische Fotografin und Objektkünstlerin
- Andrew Ortega (* 2005), US-amerikanischer Kinderdarsteller
- Antonio Ortega Franco (1941–2022), mexikanischer Ordensgeistlicher, Weihbischof in Mexiko
- Antonio Ortega Gutiérrez (1888–1939), spanischer Oberst und Fußballfunktionär
- Antonio Carlos Ortega (* 1971), spanischer Handballspieler
- Antonio León Ortega (1907–1991), spanischer Bildhauer
- Anthony Ortega (1928–2022), US-amerikanischer Jazzmusiker
- Ariel Ortega (* 1974), argentinischer Fußballspieler
- Asia Ortega (* 1995), spanische Schauspielerin
- Austin Ortega (* 1994), US-amerikanischer Eishockeyspieler

### B
- Brian Ortega (* 1991), US-amerikanischer Mixed-Martial-Arts Kämpfer

### C
- Camilo Ortega (1950–1978), nicaraguanischer Guerillero und Comandante der Frente Sandinista de Liberación Nacional (FSLN)
- Carlos Ortega (Gewerkschafter) (* 1945), venezolanischer Gewerkschaftsführer
- Carlos Ortega (Dichter) (* 1957), spanischer Dichter
- Casimiro Gómez Ortega (1741–1818), spanischer Botaniker, Arzt, Apotheker und Dichter
- César Alfonso Ortega Díaz (* 1969), mexikanischer Geistlicher, Bischof von Linares
- César Ramón Ortega Herrera (1938–2021), venezolanischer Geistlicher, Bischof von Barcelona
- Charles Ortega (1925–2006), französischer Maler
- Cristian Ortega (* 2000), kolumbianischer Radrennfahrer
- Cristóbal Ortega (1956–2025), mexikanischer Fußballspieler

### D
- Damián Ortega (* 1967), mexikanischer Künstler
- Daniel Ortega (* 1945), nicaraguanischer Politiker, Staatspräsident 1985 bis 1990 und ab 2007
- David Ortega (Schwimmer) (David Ortega Pitarch; * 1979), spanischer Schwimmer
- David Ortega (Schauspieler) (David Ortega Arenas; * 1985), deutscher Schauspieler, Model und Fernsehmoderator
- Deniran Ortega (* 1986), nigerianischer Fußballspieler
- Didac Ortega Orts (* 1982), spanischer Radrennfahrer
- Diego Ortega y Escacena († 1693), römisch-katholischer Ordensgeistlicher und Apostolischer Vikar von Marokko

### E
- Eduardo Carmona Ortega (* 1959), mexikanischer Ordensgeistlicher, Bischof von Córdoba

### F
- Fernando Ortega Ortega (* 1973), ecuadorianischer römisch-katholischer Geistlicher, Weihbischof in Cuenca
- Flavio Ortega (1944–2007), honduranischer Fußball-Nationaltrainer
- Francisco Robles Ortega (* 1949), mexikanischer Kardinal und Erzbischof von Guadalajara

### G
- Ginesa Ortega (* 1967), spanische Sängerin
- Guillermo Ortega (Fußballspieler) (* 1911), mexikanischer Fußballspieler
- Guillermo Ortega (Rennfahrer), ecuadorianischer Rennfahrer
- Guillermo Ortega Ruiz (* 1955), mexikanischer Journalist
- Guillermo Ortega Sierra (* 1971), spanischer Schauspieler

### H
- Humberto Ortega (1947–2024), nicaraguanischer Guerillero, Politiker und Militär

### J
- Jaime Ortega (1936–2019), kubanischer Geistlicher, Erzbischof von Havanna
- Javier Ortega Desio (* 1990), argentinischer Rugby-Union-Spieler
- Javier Ortega Smith (* 1968), spanischer Rechtsanwalt und Politiker (Vox)
- Jenna Ortega (* 2002), US-amerikanische Schauspielerin
- Jesús González Ortega (Politiker) (1822–1881), Militär, Politiker und Gouverneur
- Jesús González Ortega (Botaniker) (1876–1936), mexikanischer Agraringenieur, Botaniker und Forschungsreisender
- Joaquín Ortega (* 1981), spanischer Radrennfahrer
- Jorge Ortega (Fußballspieler, 1948) (* 1948), mexikanischer Fußballspieler
- Jorge Ortega (Schriftsteller) (* 1972), mexikanischer Schriftsteller
- Jorge Ortega (Fußballspieler, 1991) (* 1991), paraguayischer Fußballspieler
- José Ortega (Künstler) (1921–1990), spanischer Maler und Bildhauer
- José Ortega y Gasset (1883–1955), spanischer Philosoph, Soziologe und Essayist
- José Gómez Ortega (1895–1920), spanischer Stierkämpfer
- José Antonio Lezcano y Ortega (1865–1952), nicaraguanischer Geistlicher und Politiker, Erzbischof von Managua
- José María Ortega Trinidad (* 1950), spanischer Priester
- José Mercedes Ortega (1856–1933), chilenischer Maler
- Juan de Ortega (um 1080–1163), spanischer Brückenbauer und Heiliger, siehe Juan de Quintanaortuño
- Juan Ortega y Montañés († 1708), spanischer Geistlicher, Erzbischof von Mexiko und Vizekönig von Neuspanien
- Juan Carlos Ortega (* 1967), mexikanischer Fußballspieler
- Juan José Pérez Ortega (Fußballspieler, 1984) (* 1984), kolumbianischer Fußballspieler
- Juan José Pérez Ortega (Fußballspieler, 1988) (* 1988), kolumbianischer Fußballspieler
- Julián Ortega (1983–2024), spanischer Schauspieler

### K
- Katherine D. Ortega (* 1934), US-amerikanische Bänkerin und Regierungsbeamtin
- Kenny Ortega (* 1950), US-amerikanischer Choreograph
- Kevin Ortega (* 1992), peruanischer Fußballschiedsrichter

### L
- Lara González Ortega (* 1992), spanische Handballspielerin
- Leila Consuelo Martinez Ortega (* 1994), kubanische Beachvolleyballspielerin
- Lex Ortega (* 1980), mexikanischer Filmregisseur und Tontechniker
- Lexy Ortega (* 1960), kubanischer Schachspieler
- Liliana Ortega (* 1965), venezolanische Hochschullehrerin und Menschenrechtsaktivistin
- Luis Ortega (* 1980), argentinischer Filmregisseur und Drehbuchautor
- Luisa Ortega Díaz (* 1958), Generalstaatsanwältin von Venezuela

### M
- Manuel Ortega (* 1980), österreichischer Schlagersänger
- Manuel Ortega Ezcurdia (* 2005), spanischer Handballspieler
- Manuel Ortega Juárez (1909–1973), spanischer Flamencosänger, siehe Manolo Caracol
- Manuel Ortega Ocaña (* 1981), spanischer Radrennfahrer
- Manuel Álvarez Ortega (1923–2014), spanischer Lyriker und Übersetzer
- Manuel de Jesús Jiménez Ortega (* 1952), dominikanischer Sänger und Komponist
- Mariano Ortega (* 1971), spanischer Handballspieler und -trainer
- Mauricio Ortega (Radsportler) (* 1980), kolumbianischer Radrennfahrer
- Mauricio Ortega (Leichtathlet) (* 1994), kolumbianischer Diskuswerfer
- Marta Ortega (* 1997), spanische Padelspielerin
- Michael Ortega (* 1991), kolumbianischer Fußballspieler

### O
- Orlando Ortega (* 1991), spanischer Leichtathlet
- Óscar Ortega (Fußballspieler) (* 1990), argentinischer Fußballspieler
- Oscar Ortega Sánchez (* 1962), deutscher Schauspieler
- Óscar Urbina Ortega (* 1947), kolumbianischer Geistlicher, Erzbischof von Villavicencio

### P
- Pascual Ortega Portales (1839–1899), chilenischer Maler
- Pedro Ortega Díaz (1914–2006), venezolanischer Politiker

### R
- Rafael Ortega (Boxer) (* 1950), panamaischer Boxer
- Rafael Ortega (Baseballspieler) (* 1991), venezolanischer Baseballspieler
- Rafael Gómez Ortega (El Gallo; 1882–1960), spanischer Stierkämpfer
- Rafael Ortega Monge (1894–1973), spanischer Flamenco-Tänzer
- Rafael Ortega Domínguez (1921–1997), spanischer Stierkämpfer
- Rafael Ortega El Xalapa (* um 1957), mexikanischer Fußballspieler
- Rafael Ortega Orozco (* 1962), mexikanischer Fußballspieler und -funktionär
- Rafaela Ortega y Gasset (1884–1940), spanische Philanthropin und Humanistin
- Ramón Ortega Quero (* 1988), spanischer Oboist
- Roberto Ortega Olmedo (* 1991), spanischer Tennisspieler
- Rogelio Ortega (1915–198*), kubanischer Schachspieler
- Rudecindo Ortega Masson (1889–1962), chilenischer Politiker

### S
- Salvador Ortega Flores (1920–1972), mexikanischer Architekt
- Sandra Ortega Mera (* 1968), spanische Unternehmerin und Milliardärin
- Sebastián Ortega (* 1987), mexikanischer Eishockeyspieler
- Sergio Ortega (1938–2003), chilenischer Komponist und Pianist
- Sergio Ortega (Radsportler) (* 1987), chilenischer Radrennfahrer
- Silvio José Báez Ortega (* 1958), nicaraguanischer Ordensgeistlicher, Weihbischof in Managua
- Simone Ortega (1919–2008), spanische Autorin
- Stefan Ortega Moreno (* 1992), deutscher Fußballspieler

### T
- Taylor Ortega (* 1989), US-amerikanische Schauspielerin und Komikerin
- Toribio Ortega (1870–1914), mexikanischer Revolutionär
- Tomás Francisco Lázaro de la Santa Trinidad Ortega López Heredia Monge (wahrscheinlich 1838–1877), Künstlername Tomás el Nitri, spanischer Flamenco-Sänger

### V
- Víctor Ortega (* 1988), kolumbianischer Wasserspringer

### W
- Washington Ortega (* 1994), uruguayischer Fußballspieler

### Y
- Yeray Ortega Guarda (* 1979), spanischer Fußballspieler
- Yober Ortega (* 1965), venezolanischer Boxer